# Perizoma flavosparsata
Perizoma flavosparsata là một loài bướm đêm trong họ Geometridae.